# Tamopsis platycephala
Tamopsis platycephala – gatunek pająka z rodziny Hersiliidae.
Gatunek ten został opisany w 1987 roku przez Barabarę i Martina Baehrów na podstawie 3 okazów. Holotyp pochodzi z Teewah Creek w okolicy Coolooli.
Samce osiągają około 4,6, a samice 5 mm długości ciała. Prosoma jasnobrązowa z ciemniejszymi brzegami i okolicami oczu, brązowymi szczękoczułkami i białym pasem środkowym za oczami. Obszar oczny w zasadzie niewyniesiony, a nadustek zaledwie w ⅓ tak wysoki jak on. Przednio-środkowa para oczu największa. Opistosoma samca biała z lekkim, ciemnym nakrapianiem oraz czarniawymi dołkami mięśniowymi, brzegami i pasem lancetowatym. Kształt opistosomy samca silnie wydłużony, o bokach prawie równoległych, a na jej powierzchni 2 pary sierpowatych i 1 para okrągłych dołków mięśniowych. U samicy opistosma ciemniejsza, bardziej owalna, z parą kieszonek za środkiem. Nogogłaszczki samca z bardzo dużą, ostro, haczykowato zakończoną apofizą medialną, a apofizą boczną u wierzchołka kubeczkowatą, zakrywającą całkowicie embolus.
Pająk endemiczny dla australijskiego Queensland.